# Dulce Pássaro
Dulce dos Prazeres Fidalgo Álvaro Pássaro (* 23. November 1953 in Oliveira do Hospital, Distrikt Coimbra) ist eine portugiesische Politikerin des Partido Socialista (PS), die unter anderem zwischen 2009 und 2011 im Kabinett Sócrates II als Ministerin für Umwelt und Raumplanung sowie von 2017 bis 2021 als Präsidentin des Gemeinderates und damit als Bürgermeisterin von Oliveira do Hospital fungierte.

## Leben
Dulce dos Prazeres Fidalgo Álvaro Pássaro absolvierte ein Studium im Fach Chemieingenieurwesen am Instituto Superior Técnico IST, welches sie 1976 mit einem Lizenziat (Licenciatura em Engenharia Química) beendete. Sie lehrte daraufhin zwischen 1976 und 1977 als Assistenzprofessorin für Analysemethoden und -instrumente am Polytechnikum in Covilhã und war von 1977 bis 1986 Leitende Technikerin bei der Generaldirektion für hydraulische Ressourcen und Nutzung (Direcção Geral dos Recursos e Aproveitamentos Hidráulicos), wo sie Aufgaben im Rahmen der Kontrolle industrieller Abwassereinleitungen wahrnahm. Während dieser Zeit schloss sie 1982 auch ein weiteres Studium im Fach Abwassertechnik an der Universidade Nova de Lisboa ab und arbeitete von 1986 bis 1990 als Leitende Technikerin bei der Generaldirektion für Umweltqualität (Direcção Geral da Qualidade do Ambiente), wo sie sich mit der Anwendung der Gemeinschaftsvorschriften im Umweltbereich, insbesondere der Bekämpfung der Meeresverschmutzung und der Kontrolle gefährlicher Stoffe in der aquatischen Umwelt befasste. Nachdem sie zwischen 1990 und 1993 Leiter der Abfallabteilung der Generaldirektion für Umweltqualität und von 1993 bis 1997 Direktorin des Abfall- und Recyclingdienstes der Generaldirektion für Umwelt war, fungierte sie zwischen 2000 und 2003 als Präsidentin des Abfallinstituts (Instituto dos Resíduos). Sie war ferner von März 2003 bis Oktober 2009 Vorstandsmitglied des Instituto Regulador de Aguas e Residuos, des Regulierungsinstituts für Wasser und Abfall.
Im Kabinett Sócrates II (26. Oktober 2009 bis 21. Juni 2011) übernahm Dulce Pássaro, die Mitglied der Sozialistischen Partei PS (Partido Socialista) ist, das Amt als Ministerin für Umwelt und Raumplanung (Ministra do Ambiente e do Ordenamento do Território). Im Oktober 2017 wurde sie Präsidentin des Gemeinderates (Presidente da câmara municipal) von Oliveira do Hospital und bekleidete dieses Amt als Bürgermeisterin bis 2021, woraufhin ihr Parteifreund Francisco Rolo dieses Amt übernahm.